# 桜内文城
桜内 文城（さくらうち ふみき、旧姓谷岡、1965年10月21日 - ）は、日本の政治家、会計学者、元財務官僚。衆議院議員（1期）、参議院議員（1期）、日本維新の会国会議員団政策調査会長、次世代の党政策調査会長などを歴任した。

## 概要
愛媛県北宇和郡吉田町（現在の宇和島市）出身。本籍は愛媛県南宇和郡一本松町（現在の愛南町）。宇和島市立明倫小学校、宇和島市立城東中学校、愛媛県立宇和島東高校卒。
1988年3月、東京大学法学部卒業。同4月、大蔵省（現在の財務省）に入省。大学、大蔵省の同期に古川元久がいる。大臣官房秘書課に配属。
主税局係長、加治木税務署長、在マレーシア日本大使館一等書記官、国際金融局、理財局、大臣官房文書課企画調整室課長補佐（企画調整）等。
2001年11月、櫻内義雄の孫の友子と結婚、桜内姓となる。
2002年4月、新潟大学経済学部助教授（公会計担当）に就任。
2009年8月30日、第45回衆議院議員総選挙に愛媛4区より無所属（みんなの党推薦）で立候補するも自民党の山本公一に敗れ落選。2010年7月11日、第22回参議院議員通常選挙にみんなの党より比例区に立候補し初当選。2012年9月11日、みんなの党に離党届を提出。日本維新の会の結党に参加後、議員団政調会長に就任。
2012年12月4日、同月16日執行の第46回衆議院議員総選挙に愛媛4区より日本維新の会公認（みんなの党推薦）で立候補したため、公職選挙法の規定により参議院議員を退職（自動失職）（欠員補充による繰上当選は山田太郎）。山本に敗れるも比例復活で当選。その直後の12月21日、桜内陣営の運動員Aが他の運動員B・Cを現金数万円で買収したとして、運動員Aが公職選挙法違反の疑いで逮捕された。これを受け、選挙後の役員人事では政調会長続投を辞退（後任は片山虎之助）。2013年10月に国会議員団政調会長代理に就いた。
2014年6月5日、日本維新の会分党決定に際して山田宏を座長とする新党準備会に参加、12日暫定人事として新党の政調会長に内定。8月1日、次世代の党結党に参加し党政調会長に就任。同年12月14日投開票の第47回衆議院議員総選挙で愛媛4区から次世代の党公認で立候補するも、維新の党が対立候補として森夏枝を擁立したこともあって山本に敗れ、落選した。
2017年の第48回衆議院議員総選挙では希望の党公認で立候補したが、小選挙区で山本に敗れた。惜敗率70.4%で比例復活もならず、2回連続の落選となった。桜内は後に自民党からの立候補を希望していたが公認が得られず、無所属で立候補をしようとしていたところ、希望の党が候補者擁立の動きを見せたためこれを回避するためやむを得ず同党の公認を受諾した、と弁明した。
2019年8月以降、自民党二階派の研修会に参加するなど二階派に接近し、志帥会（二階派）常任参与に就任した。9月に山本が次期衆院選への不出馬を表明すると、桜内は山本の後継として自民党公認を目指す意向を表明し、それに向けた署名活動を始めたが、桜内と長年選挙戦を争ってきた4区内の保守系県議らは10月21日に桜内を後継候補の対象としない方針を確認し、桜内の動きをけん制した。12月18日、桜内は自民党愛媛4区の公認候補を選ぶ公募に自薦で応募したが、選考の結果、4区内の全地域支部の他薦を受けた元総務省官僚・元愛媛県副知事の長谷川淳二が選ばれ、2020年1月14日に自民党本部は正式に長谷川を支部長に充てることを決定した。
2020年12月15日に桜内は会見を行い、「無所属でも戦い自民党所属の国会議員を目指す」と述べ、次期衆院選で自民党の公認が得られない場合でも無所属で愛媛4区から立候補する意向を正式に表明した。また、この時点ですでに自民党の一般党員となっていることも報じられた。
2021年10月31日の第49回衆議院議員総選挙では、無所属で立候補したが前回より得票を減らし長谷川に敗れ落選。
2023年12月20日、細田博之の死去に伴い2024年4月に実施予定の衆議院島根1区補欠選挙の候補者の公募に応募した。しかし、2024年1月16日の自民党県連による選考の結果、元中国財務局長の錦織功政の擁立が決定し桜内は擁立されなかった。

## 実績

### 2014年度予算修正案提出　～日本憲政史上初の本格的な予算修正案の提出～
```
2014年（平成26年）、桜内は政府提出の2014年度予算案に対し、貸借対照表、損益計算書、キャッシュフロー計算書を添付した議員提出の予算修正案を衆議院予算委員会および本会議に提出した
[
19
]
。修正案は本会議で上程され、趣旨弁明ののち採決に付されたが否決されたことが、衆議院本会議の議事録に記録されている
[
20
]
。
```

桜内は自身の公式サイトにおいて、この修正案が従来の「予算組み替え動議」と異なり、議員側による本格的な数値を伴った具体的配分案であること、そして一般会計と特別会計を連結した財務諸表を添付した修正案は日本の憲政史上初であり、議員による本格的な予算修正案提出は1953年度（昭和28年度）以来約60年ぶりであると主張している。
この取り組みは、野党側が政府案に対して数値を伴う責任ある対案を公式に示した稀な事例であり、予算の可視化や説明責任の強化に資するものと見なされている。実際の修正案は与党多数により否決されたが、一部の専門家や報道は、対案型政治や財政民主主義の観点からこの取り組みを高く評価している。また、国会事務局の『予算案修正動議に関する調査報告書』にも、極めて稀有な事例として記録されている。
さらに、財務諸表を用いた政策提案は、公会計改革やエビデンスに基づく政策立案（EBPM）の理念と合致し、議会審議の質の向上に向けた先行例と評価されている。一方で、組み替え動議は政府に再編成を要望する政治的意思表示であり、法的に即効性を持つ修正案とは性質が異なるとされる。

## 経歴

### 学歴
- 1984年 - 愛媛県立宇和島東高等学校理数科卒業
- 1988年 - 東京大学法学部第1類卒業
- 1992年 - ハーバード大学ケネディ・スクール修士課程修了（MPP: Master in Public Policy）[27] [28]
- 1999年 - マラヤ大学政治経済学系大学院博士課程修了（Ph.D. in Economics and Administration）

### 職歴
- 大蔵省→財務省（1988年 - 2002年）
- 新潟大学経済学部・大学院経済学研究科准教授（2002年 - 2007年）
- 中央大学専門職大学院国際会計研究科兼任教員（2004年 - 2007年）
- 公認会計士・税理士（2014年 - 現在）

### 役職歴
- 財務省財政制度等審議会専門委員（2002年 - 2007年）
- 内閣府経済財政諮問会議専門委員（2006年 - 2007年）
- 総務省新地方公会計制度研究会委員（2006年 - 2007年）
- 国際公会計基準審議会（IPSASB）テクニカルアドバイザー（2012年）

### 受賞・特許歴
- 第34回日本公認会計士協会学術賞 - 『公会計 - 国家の意思決定とガバナンス』（NTT出版、2004年）により。
- 特許第4831955号 - 『会計処理方法および会計処理プログラムを記録した記録媒体』により。

## 訴訟
2013年5月27日、党代表・橋下徹の記者会見に同席した際、歴史学者の吉見義明の慰安婦問題に関する英訳版著書「Comfort Women: Sexual Slavery in the Japanese Military During World War II」を司会者が引用したことに関連し、「それからヒストリーブックスということで吉見さんという方の本を引用されておりましたけれども、これはすでに捏造であるということが、いろんな証拠によって明らかとされております」と発言した。同年7月26日、桜内は吉見から名誉毀損で提訴された。吉見は「研究者としての名誉と信用が著しく傷つけられたうえ、発言の映像がインターネットで世界中に繰り返し流され、苦痛を受け続けている」と述べている。訴訟の中で吉見は1200万円の損害賠償と謝罪広告の掲載などを要求した。2016年1月20日、東京地裁が吉見の請求を棄却。同年12月15日、東京高裁では桜内の発言について「日本軍が女性を強制的に性奴隷としたとの事実又は慰安婦について強制性があったとの事実は既に捏造であるということがいろんな証拠によって明らかとされているとの発言をしたものと理解することも十分に考えられる」として、吉見の請求を棄却した。2017年6月29日、最高裁の上告棄却決定により、東京高裁判決が裁判結果として確定し桜内が勝訴する形となった。

## 政策・主張

### 憲法改正
日本国憲法第41条以下の統治機構改革を目的とする改憲論を主張。具体的には、国会（日本国憲法第4章）と内閣（日本国憲法第5章）の間での権限と責任の再配分、司法（日本国憲法第6章）における憲法裁判所の設置、財政（日本国憲法第7章）における政府の財政運営責任の明確化、地方自治（日本国憲法第8章）における地方自治体への独自立法権と独自財源の付与等について、憲法改正による国のガバナンスの仕組みの抜本的な見直しを主張している。

## 著書
- 『公会計革命』（講談社、2004年）
- 『公会計 - 国家の意思決定とガバナンス』（NTT出版、2004年）
- 『日本の法制度2.0　～戦略的立法への転換～』（内外出版、2019年）